# Puchar Świata w Piłce Siatkowej Kobiet 1973
Puchar Świata w Piłce Siatkowej Kobiet 1973 odbył się w dniach 19-28  października 1973 w Montevideo w Urugwaju.

## Uczestnicy
- Urugwaj jako gospodarz pucharu świata.
- Japonia
- ZSRR
- Korea Południowa
- Peru
- Kuba
- Stany Zjednoczone
- Kanada
- Brazylia
- Argentyna

## Runda wstępna

### Grupa A
Wyniki
| Data  | Drużyna 1 | Wynik | Drużyna 2 | 1     | 2     | 3    | 4     | 5 | * |
| ----- | --------- | ----- | --------- | ----- | ----- | ---- | ----- | - | - |
| 19.10 | Japonia   | 3:0   | Urugwaj   | 15:0  | 15:1  | 15:1 |       |   |   |
| 19.10 | Peru      | 3:1   | Kanada    | 13:15 | 15:4  | 15:8 | 16:14 |   |   |
| 20.10 | Kanada    | 3:0   | Urugwaj   | 15:2  | 15:5  | 15:3 |       |   |   |
| 20.10 | Japonia   | 3:0   | Argentyna | 15:1  | 15:2  | 15:0 |       |   |   |
| 21.10 | Kanada    | 3:0   | Argentyna | 15:   | 15:   | 15:  |       |   |   |
| 21.10 | Peru      | 3:0   | Urugwaj   | 15:   | 15:   | 15:  |       |   |   |
| 22.10 | Peru      | 3:0   | Argentyna | 15:0  | 15:3  | 15:4 |       |   |   |
| 22.10 | Japonia   | 3:0   | Kanada    | 15:   | 15:   | 15:  |       |   |   |
| 23.10 | Japonia   | 3:0   | Peru      | 15:8  | 15:6  | 15:3 |       |   |   |
| 23.10 | Argentyna | 3:0   | Urugwaj   | 15:8  | 15:12 | 15:5 |       |   |   |

Tabela
| Lp. | Drużyna   | Pkt | Mecze | Mecze | Mecze | Sety | Sety | Sety  |
| Lp. | Drużyna   | Pkt | M     | W     | P     | wyg. | prz. | ratio |
| --- | --------- | --- | ----- | ----- | ----- | ---- | ---- | ----- |
| 1   | Japonia   | 8   | 4     | 4     | 0     | 12   | 0    | MAX   |
| 2   | Peru      | 7   | 4     | 3     | 1     | 9    | 4    | 2.250 |
| 3   | Kanada    | 6   | 4     | 2     | 2     | 7    | 6    | 1.167 |
| 4   | Argentyna | 5   | 4     | 1     | 3     | 3    | 9    | 0.333 |
| 5   | Urugwaj   | 4   | 4     | 0     | 4     | 0    | 12   | 0.000 |

### Grupa B
Wyniki
| Data  | Drużyna 1         | Wynik | Drużyna 2         | 1     | 2    | 3    | 4 | 5 | * |
| ----- | ----------------- | ----- | ----------------- | ----- | ---- | ---- | - | - | - |
| 19.10 | ZSRR              | 3:0   | Stany Zjednoczone | 15:3  | 15:3 | 15:6 |   |   |   |
| 19.10 | Kuba              | 3:0   | Brazylia          | 15:11 | 15:3 | 15:7 |   |   |   |
| 20.10 | ZSRR              | 3:0   | Brazylia          | 15:1  | 15:2 | 15:3 |   |   |   |
| 20.10 | Korea Południowa  | 3:0   | Stany Zjednoczone | 15:6  | 15:8 | 15:2 |   |   |   |
| 21.10 | ZSRR              | 3:0   | Kuba              |       |      |      |   |   |   |
| 21.10 | Korea Południowa  | 3:0   | Brazylia          | 15:6  | 15:1 | 15:5 |   |   |   |
| 22.10 | Korea Południowa  | 3:0   | Kuba              | 15:7  | 15:3 | 15:6 |   |   |   |
| 22.10 | Stany Zjednoczone | 3:0   | Brazylia          | 15:12 | 15:0 | 15:9 |   |   |   |
| 23.10 | Kuba              | 3:1   | Stany Zjednoczone |       |      |      |   |   |   |
| 23.10 | ZSRR              | 3:0   | Korea Południowa  |       |      |      |   |   |   |

Tabela
| Lp. | Drużyna           | Pkt | Mecze | Mecze | Mecze | Sety | Sety | Sety  |
| Lp. | Drużyna           | Pkt | M     | W     | P     | wyg. | prz. | ratio |
| --- | ----------------- | --- | ----- | ----- | ----- | ---- | ---- | ----- |
| 1   | ZSRR              | 8   | 4     | 4     | 0     | 12   | 0    | MAX   |
| 2   | Korea Południowa  | 7   | 4     | 3     | 1     | 9    | 3    | 3.000 |
| 3   | Kuba              | 6   | 4     | 2     | 2     | 6    | 7    | 0.857 |
| 4   | Stany Zjednoczone | 5   | 4     | 1     | 3     | 4    | 9    | 0.444 |
| 5   | Brazylia          | 4   | 4     | 0     | 4     | 0    | 12   | 0.000 |

## Runda finałowa

### Mecze o miejsca 5-10
Mecze o miejsca 5-8
| Data  | Drużyna 1         | Wynik | Drużyna 2 | 1 | 2 | 3 | 4 | 5 | * |
| ----- | ----------------- | ----- | --------- | - | - | - | - | - | - |
| 26.10 | Kuba              | 3:1   | Argentyna |   |   |   |   |   |   |
| 26.10 | Stany Zjednoczone | 3:1   | Kanada    |   |   |   |   |   |   |

 Mecz o 5. miejsce
| Data  | Drużyna 1 | Wynik | Drużyna 2         | 1 | 2 | 3 | 4 | 5 | * |
| ----- | --------- | ----- | ----------------- | - | - | - | - | - | - |
| 27.10 | Kuba      | 3:1   | Stany Zjednoczone |   |   |   |   |   |   |

 Mecz o 7. miejsce
| Data  | Drużyna 1 | Wynik | Drużyna 2 | 1 | 2 | 3 | 4 | 5 | * |
| ----- | --------- | ----- | --------- | - | - | - | - | - | - |
| 28.10 | Kanada    | 3:0   | Argentyna |   |   |   |   |   |   |

 Mecz o 9. miejsce
| Data  | Drużyna 1 | Wynik | Drużyna 2 | 1 | 2 | 3 | 4 | 5 | * |
| ----- | --------- | ----- | --------- | - | - | - | - | - | - |
| 27.10 | Brazylia  | 3:1   | Urugwaj   |   |   |   |   |   |   |

### Półfinał
| Data  | Drużyna 1 | Wynik | Drużyna 2        | 1    | 2     | 3     | 4     | 5    | * |
| ----- | --------- | ----- | ---------------- | ---- | ----- | ----- | ----- | ---- | - |
| 26.10 | ZSRR      | 3:0   | Peru             | 15:6 | 15:11 | 15:10 |       |      |   |
| 25.10 | Japonia   | 3:2   | Korea Południowa | 15:9 | 8:15  | 15:7  | 11:15 | 15:9 |   |

### Mecz o 3. miejsce
| Data  | Drużyna 1        | Wynik | Drużyna 2 | 1     | 2     | 3    | 4 | 5 | * |
| ----- | ---------------- | ----- | --------- | ----- | ----- | ---- | - | - | - |
| 28.10 | Korea Południowa | 3:0   | Peru      | 15:12 | 15:13 | 15:3 |   |   |   |

### Finał
| Data  | Drużyna 1 | Wynik | Drużyna 2 | 1    | 2    | 3     | 4 | 5 | * |
| ----- | --------- | ----- | --------- | ---- | ---- | ----- | - | - | - |
| 27.10 | ZSRR      | 3:0   | Japonia   | 15:5 | 15:9 | 15:11 |   |   |   |

## Klasyfikacja końcowa
| Miejsce | Reprezentacja     |
| ------- | ----------------- |
| złoto   | ZSRR              |
| srebro  | Japonia           |
| brąz    | Korea Południowa  |
| 4.      | Peru              |
| 5.      | Kuba              |
| 6.      | Stany Zjednoczone |
| 7.      | Kanada            |
| 8.      | Argentyna         |
| 9.      | Brazylia          |
| 10.     | Urugwaj           |